# Distretto di Hedong (Tientsin)
Il distretto di Hedong (cinese semplificato: 河东区; cinese tradizionale: 河東區; mandarino pinyin: Hédōng Qū) è un distretto di Tientsin. Ha una superficie di 39 km² e una popolazione di 680.000 abitanti al 2004.